# Eben Sumner Draper
Eben (algumas vezes incorretamente chamado de Ebenezer) Sumner Draper (17 de Junho de 1858 – 9 de Abril de 1914) foi um empresário e político americano de Massachusetts. Foi por muitos anos um protagonista no que mais tarde tornou-se a Draper Corporation, a produtora dominante de máquinas para processamento de tecidos de algodão no mundo durante o final do século XIX e início do século XX. Exerceu como o 44º Governador de Massachusetts de 1909 até 1911.

## Primeiros anos e carreira
Eben Sumner Draper nasceu em Hopedale, Massachusetts, no dia 17 de Junho de 1858, o terceiro e mais novo filho de George e Hannah B. (Thwing) Draper. Seus irmãos eram William F. Draper, que tornaria-se general e representante dos EUA, e George A. Draper, com quem controlaria os negócios da família. Estudou nas escolas públicas de Hopedale, na Allen's School em West Newton e na turma de 1880 do Instituto de Tecnologia de Massachusetts.
Os Drapers eram uma das principais famílias de Hopedale, uma comunidade que havia sido criada como um experimento na vida comunitária cristã. No centro da comunidade, havia um conjunto de fábricas que dedicavam-se principalmente à produção de equipamentos de fabricação têxtil. O pai de Eben, um dos principais acionistas da comunidade, capitalizou as dificuldades financeiras nos negócios e os meios informais pelos quais foram organizados para obter controle completo sobre eles na década de 1850. Então aproveitou as patentes desenvolvidas por seu irmão Ebenezer e tarifas protecionistas para construir uma posição dominante de monopólio na produção de máquinas de processamento de tecidos de algodão e expandiu seus negócios para incluir uma variedade de outras manufaturas industriais em Hopedale. Todos os três de seus filhos foram recrutados para o negócio. Quando Eben Draper formou-se, seu pai controlava a maior fábrica de manufatura de máquinas de algodão do mundo. Draper passou três anos como aprendiz em várias fábricas de algodão, aprendendo tudo o que podia sobre a fabricação de algodão antes de ser sócio da empresa de seu pai.
Quando as empresas de Hopedale organizaram-se em uma, Draper foi encarregado do departamento de vendas. Após a morte do pai Draper, em 1887, o controle (e participação maioritária) dos negócios passou para William. Criou a Draper Company (mais tarde a Draper Corporation), que introduziu o inovador Northrop Loom com grande sucesso.
William Draper, no entanto, era um proprietário em grande parte ausente, exercendo primeiro no Congresso dos Estados Unidos e depois como Embaixador dos Estados Unidos na Itália. Os negócios da família foram reorganizados (o historiador William Tucker descreve-o como um "golpista" de Eben e seu irmão George) na década de 1890, quando Eben Draper tornou-se presidente.
Hopedale como na época vista como uma cidade operária modelo. Os Drapers possuíam a maior parte das moradias da cidade, mas não cobravam aluguéis excessivos aos trabalhadores da fábrica e ofereciam serviços como assistência médica a seus funcionários. A empresa era, no entanto, uma loja não sindicalizada que não pagava salários muito altos, e os Drapers também transferiu parte de sua produção para áreas de salários mais baixos do sul dos Estados Unidos durante a administração do negócio.

## Entrada na política
Draper serviu como recruta no Primeiro Corpo de Cadetes de Massachusetts antes e durante a Guerra Hispano-Americana de 1898, exercendo como presidente da Associação de Voluntários de Massachusetts.
Draper foi um protagonista no "Young Republican Club" (mais tarde apenas "Republican Club"), cujos membros dominaram o establishment do Partido Republicano no início do século XX. Como seu pai e irmãos, também era um forte defensor de tarifas protecionistas. Ajudou seu pai a fundar o Home Market Club de Boston, uma organização protecionista na Nova Inglaterra. Exerceu como presidente do comitê de campanha do Congresso, que realizou uma campanha bem-sucedida para enviar seu irmão William como protecionista à Câmara dos Representantes dos EUA. Foi então eleito presidente do Comitê Estadual Republicano, exercendo em várias campanhas vitoriosas. Em 1896, foi eleito presidente da delegação Republicana de Massachusetts na Convenção de St. Louis, que nomeou William McKinley para presidente. Durante a convenção, foi fundamental para ajudar Henry Cabot Lodge a garantir um ponto na plataforma do partido, favorecendo o padrão-ouro. Também exerceu na eleição presidencial de 1900 como eleitor presidencial, novamente apoiando McKinley.

## Governo
Em 1905, Draper foi nomeado e eleito Vice-Governador de Massachusetts, considerado pelo partido como um trampolim em uma "escada rolante" de cargos estaduais que culminou no governo. Draper exerceu por três mandatos sob a Governança de Curtis Guild, Jr., e como governador interino por uma grande parte de 1908, quando Guild estava doente com pneumonia e apendicite. Draper e Guild eram emblemáticos das crescentes divergências do partido: o Guild era progressista e reformista, apoiando a reforma tarifária, enquanto Draper era conservador, pró-negócios e anti-reforma. Enquanto exercia como governador interino, Draper rejeitou um candidato pró-trabalhista escolhido pelo Guild para o departamento de estatísticas trabalhistas do estado.
Em 1908, Draper foi eleito Governador, enfrentando o Democrata James H. Vahey. Vahey atacou a chapa Republicana, que incluía outro conservador pró-negócios, Louis A. Frothingham, como demonstração da influência do dinheiro na política. De outra forma, os Democratas estavam mal organizados, com Vahey, um irlandês americano de Watertown, que não conseguiu apoio dos Democratas da linha antiga e da máquina política de Boston, e Draper obteve uma vitória confortável (60 000 votos) em uma campanha bastante apática.
Os dois mandatos de Draper como governador aprofundaram as divergências no partido Republicano. Vetou projetos de lei pró-trabalhistas, incluindo uma que teria fechado uma brecha na empreiteira permitindo horas de trabalho prolongadas, e a legislatura controlada pelo partido recusou-se a aprovar um projeto de lei que reduzisse o tempo máximo de trabalho semanal de 56 para 54 horas. Essas posições levaram a uma perda de apoio nos centros urbanos do estado, mas não impediram-o de conquistar a reeleição sobre Vahey em 1909, embora com uma margem reduzida. Draper também assinou um projeto de lei legalizando a fusão efetiva da Boston and Maine Railroad com a Nova York, New Haven e Hartford Railroad, sinalizando aprovação do que eram vistos como práticas comerciais monopolistas.
Em 1910, o Governador Draper viajou com o Presidente William Howard Taft, no estado em uma visita oficial, para homenagear as casas da família ancestral de Taft em Mendon e Uxbridge, a oeste de Hopedale.

## Últimos anos
A eleição de 1910 viu as divergências do partido levarem a uma ruptura. Eugene N. Foss, um empresário de Boston, saiu do Partido Republicano e concorreu à eleição como Democrata, efetivamente autofinanciando sua campanha. Concorreu como um candidato essencialmente único, buscando reforma tarifária, em particular reciprocidade no comércio com o Canadá. Draper, concorrendo ao terceiro mandato, irritou os produtores de leite locais, permitindo que as ferrovias aumentassem as taxas de remessas de leite. Isso levou a protestos e um breve embargo de entregas para a área de Boston, que Draper rebateu fracamente ao criticar a administração ferroviária por suas táticas de preços. Foss venceu a eleição para governador com uma margem de 32 000 votos, mas sua vitória não refletiu-se nos ganhos Democratas em nenhum outro lugar.
Draper continuou a exercer como chefe administrativo dos negócios da família. Foi considerado candidato ao cargo do colega Republicano Murray Crane no Senado dos Estados Unidos em 1913. O partido, então sob o controle de seu grupo conservador (e no controle da legislatura, que então elegeu senadores), escolheu John W. Weeks. Sua empresa tornou-se o foco da organização trabalhista pelos Industrial Workers of the World (IWW, ou "Wobblies"), que planejaram uma greve em 1912. Embora procurassem nominalmente salários mais altos e uma semana de trabalho mais curta, havia uma dimensão política na greve: a IWW visou especificamente Draper por causa de suas ações protecionistas e anti-trabalhistas tomadas enquanto governador. Nicola Sacco, ex-funcionário da The Draper Company, e Bartolomeo Vanzetti foram muito ativos nessa greve e vários outras que afetaram a The Draper Company.

## Vida pessoal e morte
Draper casou-se com Nannie Bristow, filha do Secretário do Tesouro dos Estados Unidos, Benjamin Bristow, em 1883. O casal teve três filhos:
- Benjamin Helm Bristow Draper
- Eben Sumner Draper, Jr.
- Dorothy Draper[3]

Draper era ativo na igreja unitária. Sua esposa morreu em 1913. Draper morreu no dia 9 de Abril de 1914, em Greenville, Carolina do Sul, após o que foi descrito em seu obituário como "um choque de paralisia" sofrido ao fazer "uma visita ao extremo sul em busca de saúde". Seu funeral em Boston teve a presença pelo então Governador David I. Walsh, entre outros. O sepultamento foi no mausoléu da família no Hopedale Village Cemetery.